# 简短行动
简短行动（英語：Operation Brevity）是一场于1941年5月中旬实施的有限攻势，发生在第二次世界大战的西部沙漠战役中。简短行动由英国中东司令部最高指挥官阿奇博尔德·韦维尔将军策划，旨在给埃及-叙利亚边境上的塞卢姆（Sollum）-卡普佐(Capuzzo)-巴蒂亚(Bardia)区域迅猛一击，该地区轴心国兵力薄弱。

## 背景

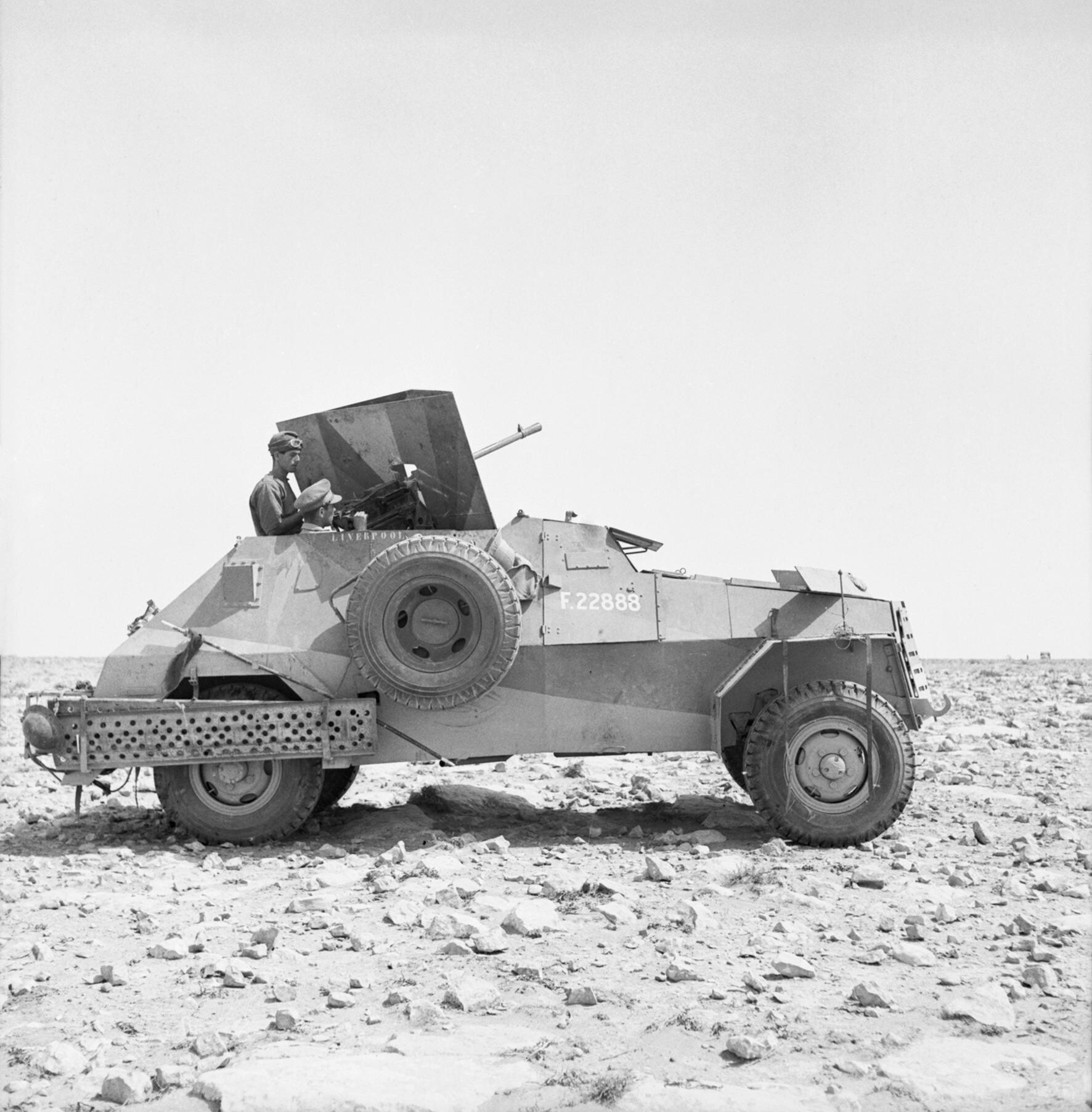
英国马蒙-赫林顿MK II型装甲车，服役于第11轻骑兵团

1940年9月初，意大利第10集团军以利比亚为基地入侵埃及。三个月后，西部沙漠部队的英军和英联邦军发动了名为罗盘行动的反攻。两个月内，英军推进了500英里（800 km），并占领了意占昔兰尼加省、消灭了意大利第10集团军。1941年2月，由于补给不足，并且要优先考虑希腊战役，推进陷入停滞。原西部沙漠部队改名第8军，在昔兰尼加司令部HQ下重组并采取守势。接下来几个月中，昔兰尼加HQ失去了其指挥官——中将亨利·梅特兰·威尔逊爵士，然后是第2新西兰师和第6澳大利亚师，他们被送到希腊参加光泽行动（Operation Lustre）。第7装甲师已经没有真正能用的坦克，也被撤下，送到尼罗河三角洲休养、补充。威尔逊由菲利普·尼姆代替；第2装甲师和第9澳大利亚师部署到了昔兰尼加，但二者皆经验不足、装备不良，至于第2装甲师在向希腊派出分遣队后，更是兵力不足。
作为回应，意军把调遣第132“阿列特”装甲师和第102“特兰托”摩托化师到北非。从1941年2月到5月初，向日葵行动表明，德意志非洲军抵达的黎波里，以支援其意大利盟友。德意志非洲军由埃尔温·隆美尔少将指挥，由第5轻裝师和第15装甲师组成，打破了盟军从这片土地上赶走意军的企图。隆美尔抓住对手弱点，不待其部队完全集合就迅速进攻。在3月和4月，第2装甲师剩余的单位由于轴心联军的推进而被消灭，这也导致英军和英联邦军被迫撤退。尼姆和埃及司令部总指挥官——理查德·奥康纳中将被俘，英军指挥体系必须重组。昔兰尼加HQ于4月14日撤销，其指挥职能由新的西方沙漠部队HQ接替。第9澳大利亚步兵师退至托布鲁克要塞，其余的英军则又向东撤退了100英里（160 km），退至利比亚-埃及边境的塞卢姆。

## 战役过程
韦维尔明确道，简短行动的目的在于夺取土地，以便发动未来计划中一场向着托布鲁克的攻势；并消耗这一区域中的德军和意军。5月15日，趁着隆美尔刚刚获胜之后，做好战斗准备的单位很少，威廉·戈特准将以步兵、装甲混成部队，分三路纵队发起进攻。战略要地哈尔法亚隘口从意军手中攻克，利比亚境内更深远处的卡普佐要塞也被占领，但是下午，马克西米连·冯·赫夫上校指挥反击，予守军重大杀伤后，重夺了要塞。戈特见其部队有在开阔地被德国装甲部队打击的危险，便在5月16日把部队分批撤退到哈尔法亚隘口，简短行动宣告停止。11天后，在德军的天蝎行动反攻中，该隘口被重新占领。

## 结果
这一行动开局不错，使轴心国司令部陷入混乱，但大部分早期的收获都在德军的局部反击中失掉。随着德军增援抵达前线，这一行动在一天后被取消。1940年9月，意大利军以利比亚为基地入侵埃及，但次年2月，英军已经反攻进了利比亚，并消灭了意大利第10集团军。英国的目光转向了希腊，它正处在德国入侵的阴云之下。盟国的师团准备离开北非时，意大利人却改善了态势、得到了支援。支援来自德意志非洲军，由埃尔温·隆美尔中将率领。面对涣散且过度延伸的敌人，隆美尔迅速出击，到了1941年4月，已经把昔兰尼加的英国和英联邦军队赶过了埃及的边界。虽然战线在边境地带，利比亚一侧100英里（160公里）处的托布鲁克港却抵挡住了轴心军的推进，其中大批的澳大利亚和英国卫戍部队，对于隆美尔漫长的补给线是如鲠在喉。他便调集主力，围困该城，而使前线兵力单薄。